# Изес (река)
Изес (Изесс) — река в России, течёт по Новосибирской области. Протекает через озеро Байдово. Устье реки находится в 128 км по правому берегу реки Тартас. Длина реки — 121 км, площадь водосборного бассейна — 5340 км².

## Притоки
- 70 км: Угуйка (пр)
- 84 км: Будайка (пр)

## Данные водного реестра
По данным государственного водного реестра России относится к Иртышскому бассейновому округу, водохозяйственный участок реки — Омь, речной подбассейн реки — Омь. Речной бассейн реки — Иртыш.